# クナシリ・メナシの戦い
クナシリ・メナシの戦い（クナシリ・メナシのたたかい：国後・目梨の戦いと表記されることもある）は、1789年（寛政元年）に東蝦夷地（北海道東部、道東）で起きたアイヌの蜂起。事件当時は「寛政蝦夷蜂起」または「寛政蝦夷の乱」と呼ばれた。

## 概要

### 和人とアイヌの関わり
松前藩の『新羅之記録』には、1615年（元和元年）から1621年（元和7年）頃、メナシ地方（現在の北海道目梨郡羅臼町、標津町周辺）の蝦夷（アイヌ）が、100隻近い舟に鷲の羽やラッコの毛皮などを積み、松前でウィマムし献上したとの記録がある。また、1644年（正保元年）に「正保御国絵図」が作成されたとき松前藩が提出した自藩領地図には、「クナシリ」「エトロホ」「ウルフ」など39の島々が描かれ、1715年（正徳5年）には、松前藩主は江戸幕府に対し「十州島、唐太、千島列島、勘察加」は松前藩領と報告。1731年（享保16年）には、国後・択捉の首長らが松前藩主を訪ね献上品を贈っている。1754年（宝暦4年）道東アイヌの領域の最東端では、松前藩家臣の知行地として国後島のほか択捉島や得撫島を含むクナシリ場所が開かれ、国後島の泊には交易の拠点および藩の出先機関として運上屋が置かれていた。運上屋では住民の撫育政策としてオムシャなども行われた。1773年（安永2年）には商人･飛騨屋がクナシリ場所での交易を請け負うようになり、1788年（天明8年）には大規模な〆粕の製造を開始するとその労働力としてアイヌを雇うようになる。〆粕とは、魚を茹でたのち、魚油を搾りだした滓を乾燥させて作った肥料。主に鰊が原料とされるが、クナシリでは鮭、鱒が使用された。漁場の様子については北海道におけるニシン漁史も参照。
一方、アイヌの蜂起があった以前から、1643年にはオランダ東インド会社の探検船「カストリクム号」が択捉島と得撫島を発見、厚岸湾に寄港、北方からはロシアが北千島（占守郡や新知郡）即ち千島アイヌの領域まで南進しており、江戸幕府はこれに対抗して1784年（天明4年）から蝦夷地の調査を行い、1786年（天明6年）に得撫島までの千島列島を最上徳内に踏査させていた。千島アイヌは北千島において抵抗するも、ロシア人に武力制圧された上で毛皮税などの重税を課され、経済的に苦しめられていた。一部の千島アイヌはロシアから逃れるために、道東アイヌの領域の得撫島や択捉島などに南下した。これら千島アイヌの報告によって日本側もロシアが北千島に侵出している現状を察知し、北方警固の重要性を説いた『赤蝦夷風説考』などが著された。

### アイヌの蜂起
1789年（寛政元年）、クナシリ惣乙名サンキチが、支配人から振る舞われた「暇乞（いとまごい）の酒」を飲んで死亡するに至ると、クナシリ場所請負人･飛騨屋との商取引や労働環境に不満を持ったクナシリ場所（国後郡）のアイヌが、クナシリ惣乙名ツキノエの留守中に蜂起し、商人や商船を襲い和人を殺害した。蜂起をよびかけた中でネモロ場所メナシのアイヌもこれに応じて、和人商人を襲った。松前藩が鎮圧に赴き、またツキノエ、ノッカマップ（現在の根室市）のションコ、アッケシ（厚岸）のイコトイらアイヌの乙名たちも説得に当たり蜂起した者たちは投降、蜂起の中心となったアイヌは処刑された。蜂起に消極的なアイヌに一部の和人が保護された例もあるが、この騒動で和人71人が犠牲となった。松前藩は、鎮定直後に飛騨屋の責任を問い場所請負人の権利を剥奪、その後の交易を新たな場所請負人･阿部屋村山伝兵衛に請け負わせた。一方、幕府は、寛政3～4年、クナシリ場所やソウヤ場所で「御救交易」を行った。ロシア使節アダム・ラクスマンが通商を求めて根室に来航したのは、騒動からわずか3年後の寛政4年のことである。
事件から10年を経た1799年（寛政11年）東蝦夷地（北海道太平洋岸および千島）が、続いて1807年（文化4年）和人地および西蝦夷地（北海道日本海岸・樺太（後の北蝦夷地）・オホーツク海岸）も公儀御料となった。

### 蜂起の後
北見方面南部への和人（シサム・シャモ）の本格的な進出が始まったのはこの蜂起の後、江戸幕府が蝦夷地を公儀御料として、蝦夷地への和人の定住の制限を緩和してからである。幕府はアイヌの蜂起の原因が、経済的な苦境に立たされているものであると理解し、場所請負制も幕府直轄とした。このことにより、アイヌの経済的な環境は幾分改善された。しかし、これはアイヌが、和人の経済体制に完全に組み込まれたことも意味していた。
幕末の1845年、1846年に知床地方を訪れた松浦武四郎が1863年に出版した「知床日誌」によると、アイヌ女性が年頃になるとクナシリに遣られ、そこで漁師達の慰み物になったという。また、人妻は会所で番人達の妾にされ、男性は夫役のため離島で5年も10年も酷使され、独身者は妻帯も難しかったとされる。
また、幕末に箱館奉行が種痘を行い対策を講じたものの、和人がもたらした天然痘などの感染症が猛威をふるい、本格的にアイヌ人の人口を減少させた。その結果文化4年（1804年）に2万3797人と把握された人口（江戸時代の日本の人口統計も参照）が、明治6年（1873年）には1万8630人に減ってしまった。アイヌの人口減少はそれ以降も進み、北見地方全体で明治13年（1880年）に955人いたアイヌ人口は、明治24年（1891年）には381人にまで減った。

### 砂浜でみつかった墓碑
明治45年(1912年)5月、納沙布岬の近くの珸瑤瑁（ごようまい）の砂浜に埋まっている墓碑が発見された。表面に"横死七十一人之墓"、横面に"文化九年歳在壬申四月建之"、裏面には漢文で事件の経緯が刻まれていた。文化九年は西暦1812年である。墓碑は現在納沙布岬の傍らに建てられており、"寛政の蜂起和人殉難墓碑"の名称で根室市の指定史跡となっている。

## 関連史料・書物
- 松浦武四郎『知床日誌』（奈良女子大学学術情報センターによる電子データ化）
- 松前町『概説松前の歴史』
- 新谷行『アイヌ民族抵抗史』（1972年、三一書房）

## 関連作品
小説
- 前川康男『魔人の海』(1969年)
- 船戸与一『蝦夷地別件』(1995年)

長編詩
- 新谷行 『ノツカマプの丘に火燃えよ』（ノッカマップで行われた首謀者処刑を主題とする）